# UGREEN
UGREEN (绿联) es una marca de origen chino de electrónica de consumo propiedad de Ugreen Group Limited. Su sede está ubicada en Shenzhen, Guangdong. La marca fue fundada por Zhang Qingsen en Shenzhen en 2012, UGREEN esta especializada en hardware USB, tales como cables y adaptadores de CA, además de estar especializada en otros tipos de productos de electrónica de consumo, así como equipos de audio.